# SK Haugar
SK Haugar är en fotbollsklubb i Haugesund, Norge. Den startades den 19 oktober 1939 och spelade 1981 i Norges högsta division. Man förlorade norska cupmästerskapsfinalerna 1971 och 1979. I Cupvinnarcupen 1980/1981 slog man ut FC Sion från Schweiz, men åkte sedan ut mot Newport County AFC från Wales.
Klubben hamnade sedan i lägre divisioner, då A-laget 1993 gick samman med SK Djerv 1919 för att bilda FK Haugesund.

### Fotnoter
1. ↑  ”Norwegian first division 1981” (på engelska). RSSSF Norway. http://www.rsssf.no/1981/First.html. Läst 29 september 2017.